# Animationssammenslutningen ANIS
Animationssammenslutningen ANIS er en forening for danske animationsprofessionelle.
Foreningen varetager blandt andet de Copy-Danmidler der tilgår danske animatorer. Disse midler uddeles ved 3 ansøgningsrunder hvert år.
Foreningen laver desuden en række arrangementer, herunder bl.a. den tilbagevendende Animationsdag hvor der tidligere har været besøg af bl.a. den Oscar-vindende animationsfilmsinstruktør Chris Landreth samt den anerkendte Disney-animator Andreas Deja.
Derudover uddeler Animationssammenslutningen ANIS hvert år "The Børge Ring Award" og "Talentprisen" i forbindelse med the Danish Animation Awards som afholdes hvert år sammen med Odense Internationale Film Festival.
"Børge Ring Award" blev indstiftet i 2007 og blev fra og med 2015 adgangsgivende til gennemsyn i Oscar-kommiteen.